# Bogyai Mihály
Bogyai Mihály (1753 – Vác, 1830. szeptember 20.) váci egyházmegyei pap.
Plébános volt Kosdon, utóbb székesegyházi kanonok és tiszajenői prépost.

## Munkái
- A catholica hit tudománya; azon ágazatinak, melyekről visszavonások vannak, kitétele. Bossuet Jakab után magyarítva. Vácz, 1793
- Vasárnapi prédikácziók. Uo. 1809–10, két rész
- Ünnepi prédikácziók. Pest, 1825, három rész